# Traganum nudatum
Traganum nudatum là loài thực vật có hoa thuộc họ Dền. Loài này được Delile miêu tả khoa học đầu tiên năm 1813.